# Coryphopterus humeralis
Coryphopterus humeralis és una espècie de peix de la família dels gòbids i de l'ordre dels perciformes.

## Morfologia
Els mascles poden assolir els 4,4 cm de longitud total.

## Distribució geogràfica
Es troba des del Mar Roig fins a la Polinèsia Francesa, les Illes Ryukyu, la Gran Barrera de Corall i Nova Caledònia.